# グラン＝プレ
グラン＝プレ（Grand-Pré）は、カナダ・ノバスコシア州キングス郡の農村自治体。フランス語で「大牧草地」という意味で、自治体はアナポリス渓谷の東端、ガスパロー川とコーンウォリス川に囲まれたミナス湾（ファンディ湾の支湾）に向かって張り出した半島にあるウルフヴィルの数キロメートル東にある。一帯の潮の満ち引きの水位差は非常に高いこととヘンリー・ワズワース・ロングフェローの詩『エヴァンジェリン』で有名になり、今日ではグラン＝プレ国定史跡の中心地である。2012年6月30日、グラン＝プレの景観はユネスコの世界遺産に登録された。

## 歴史
グラン＝プレは1680年頃、アカディアの入植者でポール・ロワイヤルにあったド・モン卿ピエール・ドゥグアの当初の集落から東に旅したピエール・メランゾン（Pierre Mellanson）によって創設された。（アナポリスロイヤルとHabitation参照）フランスのユグノーのアカディア人とイングランド人の血を引くピエールはサー・トーマス・テンプル（Sir Thomas Temple）と共に1650年ポール・ロワイヤルに到着、この時アカディアは英国の支配下にあった。この地域の土壌の豊かさやその他資源の豊富さはこの世紀の初頭にド・モン卿配下の地図製作者サミュエル・ド・シャンプランの調査によってフランス人に知られていた。入植者たちは間もなく広い塩沼に堤防を増築していき、何千エーカーという豊穣な農地に干拓していった。農場と人口は急速に増加し、グラン＝プレをアカディアの主要集落にしていった。1680年代中頃には人口は教会を支えるのに充分となりサン＝シャルル・ド・ミヌ（Saint-Charles de Mine）教区が設立された。

### アン女王戦争

#### グラン＝プレ奇襲（1704年）
アン女王戦争中、ニューイングランド人の遊撃兵ベンジャミン・チャーチがフランス人のディアフィールド奇襲の復讐としてグラン＝プレを襲撃し村が焼かれた。この襲撃でチャーチとその配下の遊撃兵達は湾の泥地に足をとられたため、ミクマク族とアカディア人に村を強固に防御するための時間を与えることになった。だが結局彼らは圧倒されてチャーチは村と畑を焼いた。

### ジョージ王戦争

#### グラン＝プレの戦い（1747年）
ジョージ王戦争中、ジャン＝バティスト・ニコラス・ド・ラムゼイに率いられたフランス軍は人数に勝る英国軍をグランプレの戦いにおいて夜襲により打ち負かした。この戦いはアカディアのフランス人にとって最も重大かつ血なまぐさい勝利であった。にもかかわらず、村はフランスが退却するとイギリスの支配下に留まった。

### ル・ルートル神父戦争

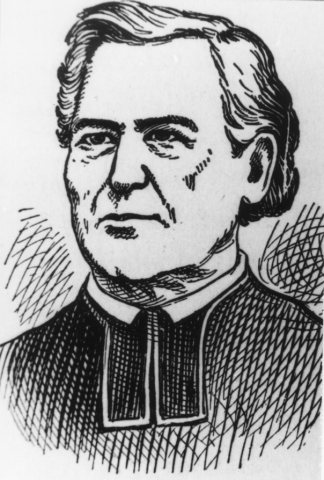
ル・ルートル神父

#### アカディア人の退去（1749年-1755年）
詳細は「アカディア人の退去」を参照
ル・ルートル神父戦争中、グラン＝プレのアカディア人たちは1749年に始まったノヴァスコシア本土のアカディア人の脱出の支援に大きな役割を担った。グラン＝プレはジャン＝ルイ・ル・ルートルの食糧援助の呼びかけに進んで応じた。この地の穀倉地帯であった当地では小麦やその他穀物を栽培し、少なくとも11の製粉所で小麦粉を生産し、数千頭の牛・羊・豚を飼っていた。コーブキッドからタタマグーシュへの道を牛の群れが行き、ボーセジュール砦、ルイブール及びサンジャン島（プリンスエドワード島）の諸集落へ安定供給された。その他ミナス湾からシグネクト地峡またセント・ジョン川河口への海上輸送もアカディア人により行われた。 グラン＝プレのアカディア人はシグネクト地峡で教会や堤防を建設するための労働力も提供した。

### グラン＝プレ包囲戦（1749年）
詳細は「グラン＝プレ包囲戦」を参照
英国はヴュー・ロジ砦をル・ルートル神父戦争中に建設し、アカディア人とミクマク族によってグラン＝プレ包囲中に攻撃された。この包囲は1週間続き、300人の現地人が捕虜となって2年近く拘留された。最終的にミクマク族は退却した。

### 七年戦争

#### ファンディ湾方面作戦（1755年）

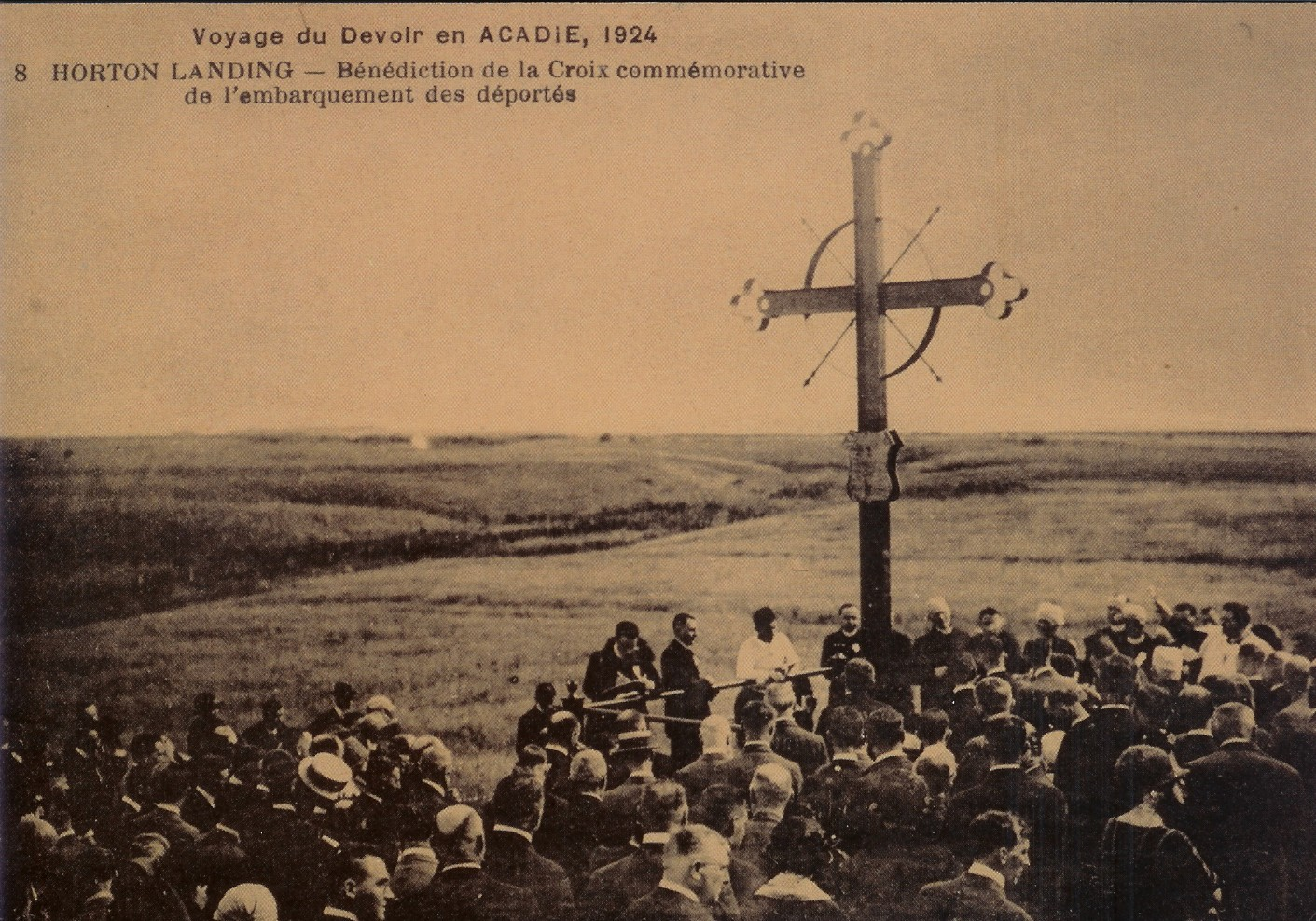
Acadian Memorial Cross, Grand Pre

フレンチ・インディアン戦争中、ファンディ湾方面作戦（1755年）の際にアカディア人はグラン＝プレから追放された。ジェレミア・バンクロフトなど、様々な英国兵によるグランプレからの追放の記録が残っている。この追放の時代にグラン＝プレの地はアメリカの詩人ヘンリー・ワズワース・ロングフェローの詩『エヴァンジェリン』によって後世まで讃えられた。
グラン＝プレのアカディア人たちは各地に分散し、一部はノヴァスコシア、ニューファンドランド、ニューブランズウィックといったカナダ沿岸部の他地域に戻った。グラン＝プレから追放された多くのアカディア人がアメリカ合衆国のニューイングランド各州と南部ルイジアナに定住した。ルイジアナでは追放されて移住してきたアカディア人を指す「ケイジャン（Cajun）」という語が"Acadian"から生じた。

#### ニューイングランド入植者
アカディア人追放の後、空白地にはニューイングランド入植者たちが1760年に再入植し、ホートン（Horton）と改名した。
大きな町場がグラン＝プレには広がっていたが商人や店主はウルフヴィル付近に密集していて、グラン＝プレは農村に留まっていた。入植者の子孫の一人、サー・ロバート・ボーデンは第8代カナダ首相であり、1854年グラン＝プレに生まれた。1920年代になるとドミニオン・アトランティック鉄道がグランプレ記念公園（Grand Pre memorial park）を開発し観光客を集めるまで、グラン＝プレは引き続いて豊かで生産力があったものの小規模な農村社会であった。農業が主要産業に留まるも、公園は観光とアカディア人を記念する目的を自治体に与えた。公園は1957年に公園局に買い上げられて国定史跡となった。

## 現在

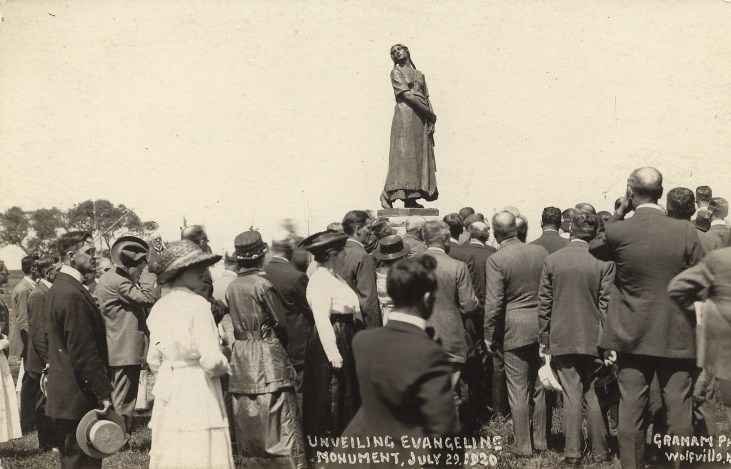
エヴァンジェリン像除幕式（1920年）。ケベックで名高い彫刻家ルイ＝フィリップ・エベールが手がけ彼の死後に息子アンリが仕上げた。

今日、グラン＝プレは、現在ではアカディア人とその追放を記念するためパークス・カナダによって管理される国立公園となったグラン＝プレ国定史跡の中心地である。ノヴァ・スコシアで有名なワイナリーであるDomaine de Grand Préもこの自治体に位置している。グラン＝プレはカナダで最初に制定された歴史的田園地域（Historic Rural District）でもある。コーヒー商社 Just Us! の本社はこの町にあり、観光地となっている。エヴァンジェリン海岸（Evangeline Beach）は渡り鳥が立ち寄り、またファンディ湾の水位差約11メートルの世界一の干満の差を見るのに絶好のポイントである。

## 世界遺産
この世界遺産は世界遺産登録基準のうち、以下の条件を満たし、登録された（以下の基準は世界遺産センター公表の登録基準からの翻訳、引用である）。
- (5) ある文化（または複数の文化）を代表する伝統的集落、あるいは陸上ないし海上利用の際立った例。もしくは特に不可逆的な変化の中で存続が危ぶまれている人と環境の関わりあいの際立った例。
- (6) 顕著で普遍的な意義を有する出来事、現存する伝統、思想、信仰または芸術的、文学的作品と直接にまたは明白に関連するもの（この基準は他の基準と組み合わせて用いるのが望ましいと世界遺産委員会は考えている）。